# 박성진 (음악가)
박성진(1990년 6월 26일 ~ )은 대한민국의 작곡가이자 기타리스트 그리고 작가이다.
군악대에서 군복무를 한 것을 계기로 음악을 시작했다. 플라멩코 기타리스트로 음악 활동을 시작하였으나, 현재는 다양한 장르의 음악을 시도하며 플라멩코와 관련된 활동을 쉬고 있다.
2024년도에만 3개의 정규 앨범을 발매했다. 1집 <바다, 거북이 그리고 나>를 책으로, 2집 <우리들의 여름 그 어디쯤에>를 게임으로, 3집 <바다, 거북이 그리고 너>를 나레이션 극으로, 2025년에는 EP <슬픔이 마음에 내리면>을 애니메이션으로 발매했다.
박성진의 작품에는 앨범과 함께 스토리텔링 요소가 포함되어 있다. 각 앨범을 다양한 형식으로 발매한 것은 그가 단순한 음악 제작을 넘어 문학과 시각적인 요소를 결합해 청중과의 소통을 추구한다는 것을 보여준다. 음악적으로는 기타를 중심에 두고 주변 사물의 소리나 일상의 소음들을 악기로 사용함으로써, 현실의 소리를 음악 속에 자연스럽게 융합하려는 스타일을 선호한다.
여러 인터뷰와 게시글에서 '故 김민기'에 대한 존경심을 표현했다. 특히 김민기의 아동 청소년 작품들을 보고 많은 위로와 영감을 받았다고 한다. 이것은 음악과 이야기를 결합하는 박성진의 독특한 작업 세계에 많은 영향을 주었다.

## 음반 목록
- 정규 1집 - 바다, 거북이 그리고 나 (2024. 01. 10)
- 정규 2집 - 우리들의 여름 그 어디쯤에 (2024. 06. 26)
- 정규 3집 - 바다, 거북이 그리고 너 (2024. 11. 07)
- EP - 슬픔이 마음에 내리면 (2025. 1. 27)

## 여담
- MBTI는 INFJ이다.
- 스페인 말라가에서 플라멩코 공부를 했다.
- 인스타그램 @nurungi_는 기타의 이름을 '누렁이'라고 붙여준 것에서 따왔다고 한다.
- 메인으로 사용하는 기타는 '1978 Manuel Reyes'로 일본에서 구입했다.
- 'Bink Beats'라는 아티스트의 영향으로 한 때 루프를 활용한 작업을 많이 했다.